# Nausibius inermis
Nausibius inermis es una especie de coleóptero de la familia Silvanidae.

## Distribución geográfica
Habita en Panamá.